# Peux-et-Couffouleux
Peux-et-Couffouleux település Franciaországban, Aveyron megyében. Lakosainak száma 87 fő (2022. január 1.). Peux-et-Couffouleux Brusque, Camarès, Murasson, Mounes-Prohencoux, Barre és Murat-sur-Vèbre községekkel határos.

## Népesség
A település népessége az elmúlt években az alábbi módon változott:
| Lakosok száma | 235  | 162  | 138  | 110  | 97   | 92   | 87   | 84   | 85   | 87   |
|               | 1968 | 1982 | 1990 | 2006 | 2013 | 2015 | 2017 | 2019 | 2020 | 2022 |